# Club d'aviron Zierbena
Maillots
Le Club d'Aviron Ciérvana est un club d'aviron de la localité biscaïenne de Ciérvana. On trouve des traces d'équipages de cette localité depuis 1882 et participe actuellement à la ligue ARC, dans la catégorie 1.

## Histoire
En 1882 apparaissent des informations de leur victoire avec le barreur Francisco Marquina, à Bilbao, devant Bermeo, Ondarroa, Zarautz et Zumaia. Cinq ans plus tard, également à Bilbao pour les fêtes avec la présence de la reine Marie-Christine, il participe à d'autres régates. En 1900 le bateau gagne à Portugalete, contre ceux d'Ondarroa, Bermeo, Zarautz et Zumaia, mais sa présence est interrompue jusqu'à 1917, où il se classera troisième dans la baie, (actuel Grand Prix du Nervion) avec la trainière La Distinguida, Cenón Acarregui étant le barreur.
L'année suivante il gagne dans la baie de Bilbao en gagnant Santurtzi de 4 secondes. En 1919 il a été second après Saint-Sébastien et en 1920 gagne Santurce. Dans la même régate de Bilbao il obtient une quatrième place en 1921 et gagne Santurce. A Portugalete, en 1925, il gagne sa manche mais finalement Ondarroa s'impose. Pour la première fois il participe au Drapeau de La Concha en 1927 avec la trainière Santa María, barrée par Plácido Arámburu.
En 1927 et 1928 gagne à Portugalete, s'adjugeant la Coupe du Roi, avec la trainière Cuba. En 1949 il se classe troisième dans le Championnat de Cantabrie. Cette même année il gagne le Championnat d'Espagne de trainières et se classe second l'année suivante dans La Concha. Il réapparaît en 1969, en gagnant le Championnat de Biscaye de trainières, avec le barreur Félix Brazaola et en 1970, il réinscrit ce titre. En 1987 il gagne la seconde Traversée Lekeitio-Ondarroa et l'année suivante il renouvelle l'exploit. En 1989 il gagne le Drapeau de Plentzia et l'année suivante celui d'Elantxobe, le Championnat de Biscaye, le Drapeau de Bermeo et le Drapeau de Getxo. En 1991 il gagne le Drapeau de Camargo, redevient Championnat de Biscaye, gagne le Trophée Fédération Basque et l'année suivante le Drapeau de Santander.

## Palmarès

### Titres nationaux
- 1 Championnat d'Espagne de trainières: 1949.
- 2 Coupe du roi: 1927 et 1928.

### Titres provinciaux
- 4 Championnat de Biscaye de Trainières: 1969, 1970, 1990 et 1991.

### Drapeaux
- 3 Régates à Bilbao: 1882, 1918 et 1920.
- 3 Régates à Portugalete: 1900, 1927 et 1928.
- 2 Traversée Lekeitio-Ondarroa: 1987 et 1988.
- 2 Drapeau de Camargo: 1988 et 1991.
- 1 Drapeau de Plentzia: 1989.
- 1 Drapeau de Elantxobe: 1990.
- 3 Drapeau de Bermeo: 1988, 1989 et 1990.
- 1 Drapeau de Getxo: 1990.
- 1 Grand prix Députation de Cantabrie: 1990.
- 1 Drapeau Ciudad de Castro Urdiales: 1990.
- 3 Drapeau de Santander: 1990, 1992 et 2004.
- 1 Trophée Fédération basque: 1991.
- 1 Drapeau de La Rioja: 2010.
- 1 Drapeau Petronor: 2010.